# Апостол Павло Охрімович
Апостол Павло Охрімович (Єфремович, 1628–1678) — урядник у Гетьманщині, полковник миргородський, засновник роду Апостолів. В багатьох письмових документах значиться як Павло Апостол-Катарджи. Мав також прізвисько Царенко.

## Родовід
Походив зі знатного молдавського роду Апостолів. Син Охріма (Єфрема) Апостола та представниці молдавського боярського роду Катарджи. За однією версією Павло був ротмістром у князя Яреми Вишневецького. Втім напевне це стосується батька Павла — Охріма, який поступив найманцем ще за панування короля Владислава IV. Охрім Апостол брав участь у війні зі шведами в Королівській Пруссії та Курляндії. Матір Павла за однією з гіпотез була сестрою або небогою молдавського господаря Штефана Петричейку Отримав від Вишневецького хутір Хомутець, який успадкував його син Павло. Доньки Охріма Апостола вийшли заміж на представників козацької старшини Чигиринщини та Миргородщини.

## Життєпис
Вперше прізвище Павла Апостола з'являється в козацькому реєстрі війська 1648 року у списку Миргородського полку. Зберіг вірність Яремі Вишневецькому. Брав участь у війні проти Козацької держави. 1651 року після смерті Яреми Вишневецького перейшов на бік Богдана Хмельницького. На думку більшості дослідників через бажання зберегти маєток Хомутець.
Є окремі згадки, що брав участь у молдавській кампанії проти волосько-трансильванського війська. Напевне діяв у 1652—1653 роках під проводом Тимоша Хмельницького. За звитягу отримав село Бакумівка.
У документах 1658 року Павло Апостол — хомутецький сотник, можливо став ним раніше. Їздив до Москви посланцем від миргородського полку Степана Довгаля, де клопотав за кошового Якова Барабаша і полтавського полковника Мартина Пушкаря. У 1659 року — гадяцький полковник і гетьман наказний, з 1660 року — миргородський полковник.
1660 року в битві під Чудновим потрапив у полон. Король Ян II Казимир відпустив Апостола (можливо через колись добрі стосунки з його батьком), але Стефан Чарнецький тримав рік його
у Дубенському замку, звідкіля він утік до гетьмана Павла Тетері. 1661 року повернувся на Миргородщину. 1664 року зафіксовані дії Апостола з купівлі землі у козаків та селян Миргородського полку, зокрема урочища біля села Черевки (відомого подальшому як Царівщина). 1665 року за невідомих обставин опинився на службі гетьмана Степана Опари.
1666 року призначається генеральним осавулом при правобережному гетьмані Петрові Дорошенки. Останній 1667 року клопотав перед київським воєводою Петром Шереметєвим дати дозвіл дружині Пала Апостола (ймовірно доньки Михайла Зеленського) перебратися на Правобережжя. Ймовірно 1668 року після об'єднання Лівобережної України повернувся на Миргородщину, де залишився за гетьманування Дем'яна Многогрішного. Про це свідчить активна діяльність у 1669 році зі скуповування нових земель, зокрема отримав від гетьмана хутір Двірець.
Його обирали полковником в Миргородському полку в 1671–1673 і 1676–1678 роках. Небіж Павла крилівський сотник Максим їздив в 1672 році з дипломатичним дорученням від гетьмана Петра Дорошенка до кримського хана. 1672 року Апостол придбав ліс у с. Харківцях поблизу річки Хорол. 1677 року брав участь у першому чигиринському поході. По поверненню помер 1678 року.

## Родина
Дружина — донька Михайла Зеленського, брацлавського полковника
Діти:
- Василь (д/н—1702)
- Данило (1654—1734), гетьман України